# Brooke Satchwell
Brooke Kerith Satchwell (Melbourne, 14 novembre 1980) è un'attrice australiana.

## Biografia
Divenuta famosa grazie alla serie Neighbours, ha recitato nella serie Packed to the Rafters e in Wonderland. Nel 2010 si è dedicata come aiuto regista alla realizzazione di due cortometraggi.

## Filmografia

### Cinema
- Right Here Right Now, regia di Matthew Newton (2004)
- Echos, regia di Jim Lounsbury (2008) - cortometraggio
- Corrections , regia di Bob Franklin (2009) - cortometraggio
- Subdivision , regia di Sue Brooks (2009)
- Poker Face, regia di Russell Crowe (2022)

### Televisione
- Neighbours – serie TV, 289 episodi (1996-2000)
- Water Rats – serie TV, 19 episodi (2000-2001)
- White Collar Blue – serie TV, 11 episodi (2002-2003)
- Small Clams: White Wedding – film TV, regia di Cherie Nowlan  (2005)
- Tripping Over – serie TV, 5 episodi (2006)
- Dangerous – serie TV, 8 episodi (2007)
- Neighbours – serie TV, 6 episodi (2006-2007)
- Canal Road – serie TV, 13 episodi (2008)
- Talkin About You Generation – evento TV (2010)
- The Jesters – serie TV, 2 episodi (2010)
- Packed to the Rafters – serie TV, 34 episodi (2012-2013)
- Dirty Laundry Live – serie TV, 13 episodi (2013-in corso)
- Wonderland – serie TV, 20 episodi (2013-in corso)
- Mr.Inbetween - serie TV, 6 episodi (2018- in corso)
- Black Snow - serie TV, 6 episodi (2023-in corso)

### Aiuto regia
- Litost, regia di Peta Sergeant (2010) - cortometraggio
- Some Static Started , regia di Ben Briand (2010) - cortometraggio